# Prapcha
Prapcha – gaun wikas samiti we wschodniej części Nepalu w strefie Sagarmatha w dystrykcie Okhaldhunga. Według nepalskiego spisu powszechnego z 2001 roku liczył on 273 gospodarstw domowych i 1384 mieszkańców (718 kobiet i 666 mężczyzn).